# Еланское сельское поселение (Кемеровская область)
Ела́нское се́льское поселе́ние — упразднённое муниципальное образование в составе Новокузнецкого района Кемеровской области.
Административный центр — посёлок Елань.

## География
Еланское сельское поселение граничит на северо-востоке с Атамановским сельским поселением, на северо-западе с территорией Новокузнецка, на юго-западе — с Куртуковским сельским поселением и Сосновским сельским поселением, на юго-востоке — с территорией Осинников.

## Населённые пункты
На территории поселения находятся 4 населённых пункта — Ашмарино, Смирновка, Муратово, Елань и дачные посёлки жителей Новокузнецка — Родники, Сады, Муратово. В летние месяцы население за счёт дачников возрастает до 10 тысяч человек.

## Население
Численность населения 2253 человек (2011). По населённым пунктам они распределяются следующим образом (данные на 2009 г.):
- Елань, посёлок — административный центр (1730 жителей).
- Муратово, посёлок (60 жителей).
- Ашмарино, село (450 жителей).
- Смирновка, посёлок (51 житель).

На территории сельского поселения расположены также дачные участки (массив Сады между Смирновкой и Ашмарино).

## История
Еланский сельский совет был создан в нынешнем составе в январе 1969 года путём отделения части Атамановского сельского Совета. На основании Постановления коллегии администрации Новокузнецкого района № 12 от 26 января 1995 года Еланский сельсовет реорганизован в администрацию Еланской сельской территории. Решением Еланского сельского совета народных депутатов № 106 от 2 июля 2010 года сельская территория в прежнем составе наделена статусом сельского поселения.

## Экономика
На территории сельского поселения расположено ФГУГП «Запсибгеолсъёмка», сельскохозяйственные предприятия, в том числе фермерские хозяйства. В посёлке Елань имеется пекарня.
Потребности жителей обеспечивают торговый центр «Парус» и семь магазинов.

## Образование и культура
В Еланском сельском поселении имеется одна школа (в Елани), детская музыкальная школа, две библиотеки, два Дома культуры.